# Colorado-Wüste

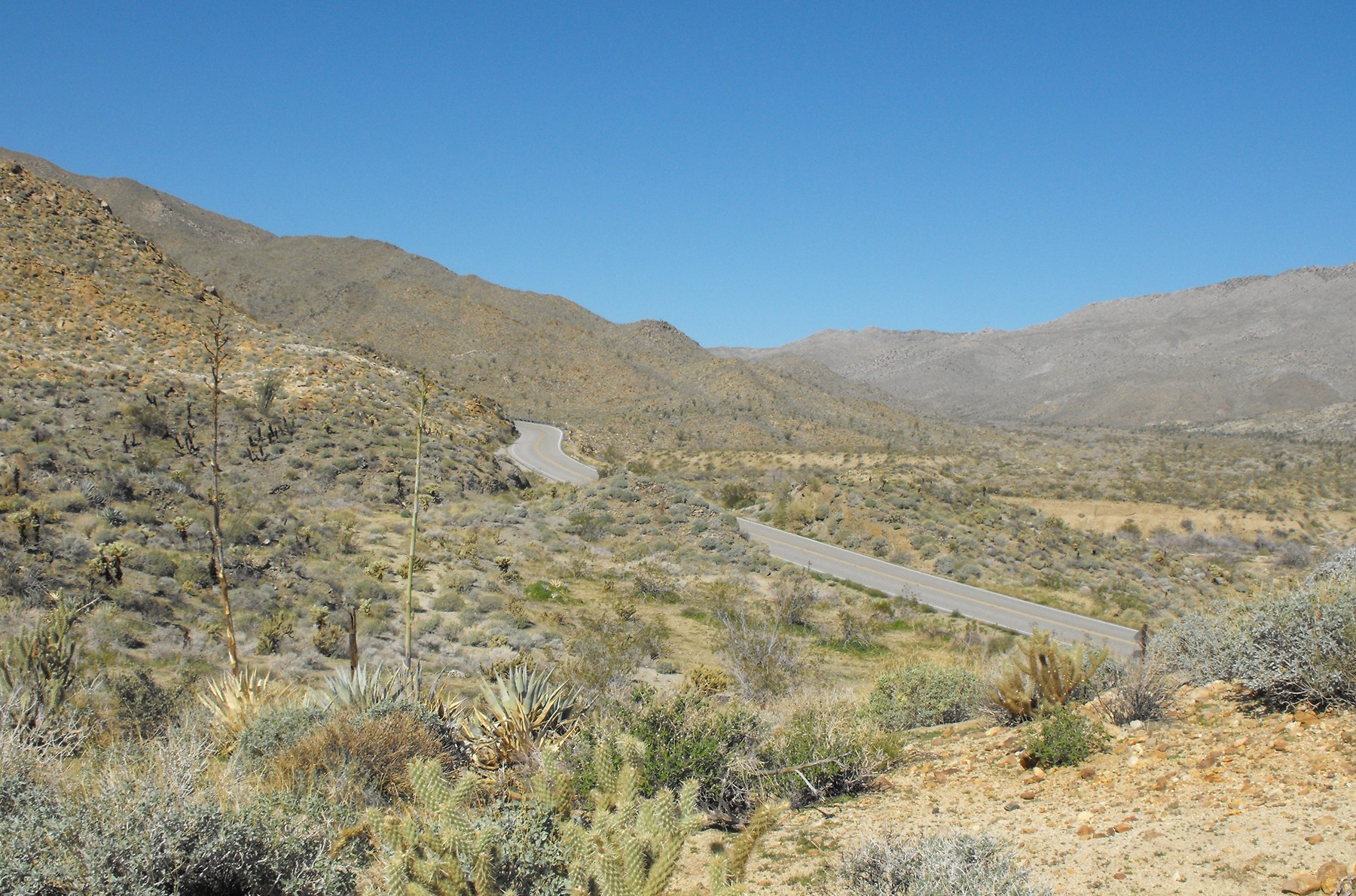
Colorado-Wüste im Anza-Borrego State Park

Die Colorado-Wüste (englisch: Colorado Desert) ist ein Teil der Sonora-Wüste und erstreckt sich vom südöstlichen Teil des US-Bundesstaats Kalifornien bis über die Grenze nach Mexiko.
Die rund 40.000 km² große Wüste befindet sich in einem Tal, das vom San-Bernardino-Gebirge bis zum Colorado River reicht. Ein Teil der Colorado-Wüste liegt in einer Senke unterhalb des Meeresspiegels, an deren tiefster Stelle sich der Salton Sea ausbreitet.
In der Colorado-Wüste liegen der kalifornische Staatspark Anza-Borrego-Wüste und das Santa Rosa and San Jacinto Mountains National Monument. Der Joshua-Tree-Nationalpark liegt im Norden des Gebiets im Übergang zur anschließenden, höher gelegenen Mojave-Wüste.
Südöstlich erstrecken sich die Cargo Muchacho Mountains.